# برودا أوتو بارنز
برودا أوتو بارنز (بالإنجليزية: Broda Otto Barnes)‏ هو طبيب أمريكي، ولد في 14 أبريل 1906 في ميزوري في الولايات المتحدة، وتوفي في 1 نوفمبر 1988 في بيند في الولايات المتحدة.